# Gas metano de carbón
El gas metano de carbón (GMC), también conocido como gas metano de mantos carboníferos o CBM por sus siglas en inglés, es una fuente de gas no convencional. Se obtiene a partir de la extracción del metano contenido en las capas de carbón. Las técnicas para la extracción de gas proveniente de estos yacimientos no convencionales difieren de aquellos utilizadas en los yacimientos convencionales de gas natural.

## Formación

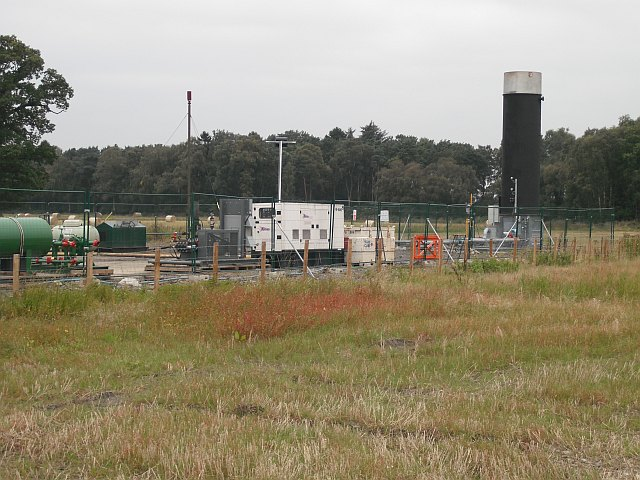
Extracción de gas metano de carbón en Letham, Reino Unido.

En el proceso de carbonización, comienza con la oxidación y descomposición de la materia vegetal cuando esta queda sumergida en las zonas pantanosas. A medida que aumentaba la profundidad de estos depósitos de materia vegetal, (que paulatinamente se estaban convirtiendo en carbón) aumentaba la presión y temperatura a la que estaban sometidos. Como consecuencia de este fenómeno, se produjeron alteraciones térmicas del carbón que resultaron en la formación de metano termogénico. El metano quedó almacenado en el interior de las capas de carbón, creando una reserva de gas, al ser físicamente adsorbido por el mineral. Los carbones que sufren una mayor presión y se encuentran a mayor profundidad tienen un mayor contenido de gas. 
Generalmente, el GMC tiene un alto contenido de metano, con pequeñas proporciones de etano, propano, butano, dióxido de carbono y nitrógeno.

## Fugas de gas
Los escapes de un gas inflamable fuera de la estructura que lo contiene son peligrosos, pues ese gas podría producir una grave deflagración al entrar en contacto con una llama.

## Antecedentes históricos
El incremento en la demanda de carbón, sumado al agotamiento de los depósitos de carbón, que se hallaban a poca profundidad, obligó a la construcción de minas y túneles a mayor profundidad. El mayor peligro que enfrentaban (y aún enfrentan) los mineros está relacionado con el gas metano que se encuentra en las vetas de carbón, también llamado grisú. La presencia de metano en las minas puede tornar imposible la respiración y/o generar explosiones. La correcta ventilación de los túneles y galerías, era fundamental para suministrar aire puro a los trabajadores y para disipar el metano, ventilándolo al exterior.
A mediados de la década de 1970 comenzó a desarrollarse con más intensidad la producción de gas en los Estados Unidos producto de los estímulos fiscales generados por el gobierno.

## Explotación
Para facilitar la migración del gas hacia el pozo es necesario reducir la presión en el yacimiento. Esto se logra extrayendo el agua del yacimiento, que posteriormente debe ser reinyectada en una zona más profunda o descartada en la superficie, para lo cual debe ser tratada especialmente. 
El GMC se encuentra adsorbido en el carbón. Por este motivo la explotación de carbón y de GMC, puede desarrollarse paralelamente en el mismo yacimiento. Esta coexistencia ha provocado controversias sobre los alcances de los títulos o contratos de concesión y/o asociación otorgados y sobre la propiedad del GMC.
La primera central eléctrica en la Federación Rusa que utiliza gas metano de mantos de carbón está ubicada en la ciudad minera de Talla, en la región de Kémerovo. Suministra electricidad a la ciudad de Zhernovo, y al yacimiento de carbón de Taldin.